# Salitas
Salitas, Banu Sale (em árabe: بنو سليح; romaniz.: Banu Salīḥ), também conhecidos simplesmente como Sale ou a partir do nome de sua casa real, os zocômidas (em árabe conhecido como dajaímas), foram os federatos árabes do Império Bizantino no século V. Sucederam aos tanuquitas, que eram dominantes no século IV, e foram derrotados e substituídos pelos gassânidas no início do século VI. Estavam originalmente concentrados nas regiões do vale do Sirã e Balca, mas se espalharam até o norte da Síria após entrarem ao serviço do Império Bizantino. Foram acusados de coletar impostos de beduínos que buscavam morar na Fronteira da Arábia e proteger a fronteira bizantina de invasores beduínos da Arábia e do deserto da Síria. Eram cristãos fervorosos, e pelo menos um de seus filarcos e reis, Daúde, construiu um mosteiro cristão chamado Deir Daúde.

## Genealogia
A genealogia dos salitas é altamente obscura, embora um consenso acadêmico sustente que derivaram do grupo tribal dos cudaitas. Tribos cudaitas haviam colonizado a Diocese do Oriente e no norte da Arábia desde os tempos antigos. Em fontes árabes, salitas se referem à tribo, enquanto o dajaímas se refere à família real da tribo durante o domínio bizantino. Conforme documentado no Jamharat al-Nasab, a conexão genealógica dos salitas com os cudaitas era a seguinte: Sale ibne Huluã ibne Imerã ibne Ilhafi ibne Cudá. O nome real de Sale, homônimo e progenitor da tribo, era Anre. O fundador da família zocômida (dajaíma) foi Dujum ibne Sade ibne Sale.

## História

### Origens
De acordo com fontes árabes medievais, antes de sua entrada na diocese, os salitas haviam se estabelecido no norte da Arábia. O historiador árabe medieval Omar ibne Xaba relatou que já no século XII se aliaram ao Império de Palmira e foram assentados no manazir Xame (torres de vigia da Fronteira da Arábia, a fronteira bizantino-árabe) entre Balca (centro da Transjordânia) e Huarine. A maioria das fontes apontam para uma migração original de Uádi Sirã, um vale cuja extremidade norte se abriu na província bizantina da Arábia Pétrea. Este vale também foi o lar dos parentes cudaitas dos salitas, os calbitas, tornando mais plausível que os salitas entraram na diocese vindos de Uádi Sirã.
Os primeiros assentamentos dos salitas na Fronteira da Arábia e sua principal base de poder foram provavelmente nas províncias da Arábia, Palestina Salutar e Fenícia Libanense, todas situadas no sul do Levante. De acordo com Shahid, essa era a área natural onde uma tribo que entrasse em território bizantino vinda de Uádi Sirã se estabeleceria; além disso, esta era a região onde os federados eram mais necessários aos bizantinos no século V, já que a paz com o Império Sassânida deixou apenas a Península Arábica como a fonte mais provável de forças hostis ao império.

### Ascensão
O período preciso em que os salitas, ou mais especificamente, sua casa governante zocômida, dominaram os federados árabes do Império Bizantino não é determinável. De acordo com o historiador Warwick Ball, se tornaram os principais aliados árabes dos bizantinos no fim do século IV, após o declínio dos tanuquitas, cujo poder e favor se deterioraram particularmente como resultado de uma revolta fracassada em 383. É evidente que seu apogeu ocorreu entre os reinados dos imperadores Arcádio (r. 395–408) e Anastácio I} (r. 489–518). O fundador da família zocômida, Zocomo, conhecido em árabe como Hamata e apelidado de Dujum (o poderoso), já era uma figura tribal poderosa antes de seu serviço aos bizantinos. Sozomeno indicou que Zocomo se tornou um filarco sob os bizantinos e se converteu ao cristianismo junto com "todos os seus súditos" depois que "certo monge de grande celebridade" profetizou o nascimento de seu filho sob a condição de abraçar a fé cristã.
Zocomo teve dois filhos, Anre e Aufe. O primeiro pode ter sido o filho profetizado acima, porque seu nome significa um bom presságio. Este filho fundou o ramo menos importante da família zocômida e de acordo com especulação de Shahid, pode ter fundado o mosteiro de Dair Anre ao norte de Jerusalém, que atualmente é uma localidade cristã conhecida pelo mesmo nome. Anre deu à luz Mondir, de quem nada se sabe além de seu nome. Aufe teve um filho chamado Anre, que gerou Habala, Habula (possivelmente a mesma pessoa) e Hautara. Nada se sabe sobre o filho e os netos de Aufe. No entanto, os descendentes dos netos de Mundir e Anre ibne Aufe foram documentados em vários graus. Eram a última geração de filarcos zocômidas / salitas. O filho de Habala / Habula, Daúde, foi o filarco e rei salita mais conhecido, em grande parte devido à curta biografia dele no Jamharat al-Nasab. Este último diz de Daúde o seguinte:
| “ | E era um rei que costumava participar de expedições de invasão. Então se tornou um cristão, se arrependeu, detestou o derramamento de sangue e seguiu a vida religiosa. Construiu um mosteiro e costumava carregar a água e a argamassa nas costas, dizendo 'Não quero que ninguém me ajude', e então suas roupas ficaram molhadas e foi apelidado de Alatique, 'o enlameado'. Quando se tornou avesso a derramamento de sangue e matança, sua posição enfraqueceu e se tornou alvo de ataques até ser morto por Talaba ibne Amir Alaquebar e Moáuia ibne Hujair. | ” |

De acordo com Shahid, a declaração de Jamharat de que Daúde se converteu ao cristianismo "deve ser um erro", uma vez que os zocômidas já eram cristãos desde a época de Zocomo por volta de 400. No entanto, a declaração sobre a piedade recém-descoberta de Daúde "está correta e não pode ser vista com suspeita". O nome de Daúde, que significa "Davi" em árabe, é único entre os salitas e seus predecessores e sucessores tanuquitas e gassânidas, respectivamente, por ser bíblico e não árabe. Isso indicava que Daúde ou seu pai eram evidentemente apegados à tradição bíblica ou ao rei israelita Davi em particular. Daúde foi o construtor de um mosteiro com seu nome, Dair Daúde, no norte da Síria, entre Resafa e Itria. Antes de se tornar o rei e filarco, era considerado um jarrar (comandante de mil [guerreiros]) ou quiliarca, de acordo com o aluno de Hixame, ibne Habibe.
Conforme indicado no Jamharat e em um verso poético composto pela filha anônima de Daúde, foi morto por Talaba ibne Amir e Moáuia ibne Hujair, chefes das tribos irmãs dos calbitas e Banu Namir ibne Uabara, respectivamente. De acordo com Shahid, está claro que os assassinos de Daúde eram de tribos aliadas que buscavam enfraquecer os salitas dominantes. Do verso da filha de Daúde, também é aparente que a batalha ocorreu entre Asterote-Carnaim (moderna Xaique Saade) em Haurã e o Monte Haribe nas Colinas de Golã. A morte de Daúde, sem progênie registrada, foi um dos principais contribuintes para a queda final dos salitas. Além disso, a incorporação do imperador Leão I, o Trácio de um grande contingente salita em sua expedição contra os vândalos no norte da África enfraqueceu significativamente o poder salita porque o contingente foi aniquilado em batalha.
O primo ou irmão de Daúde, Ziade, pode ter sucedido Daúde como filarco quando o último iniciou uma vida religiosa ou morreu. Também era um jarrar, de acordo com ibne Habibe, e participou da Batalha de Albaradã, que provavelmente foi uma fonte no vasto deserto de Samauá entre a Síria e o sul do Iraque. Após um sucesso inicial durante a batalha, a batalha favoreceu a tribo dos quinditas liderada por Aquil Almorar Hujer, e Ziade foi morto. Shahid afirma que não foi Aquil Almorar Hujer, que aparentemente morreu no início ou meados do século V, mas seu bisneto Hujer ibne Harite, que segundo fontes bizantinas atacou a Fronteira da Arábia e, presumivelmente, os guardiões salitas dessa fronteira, em cerca de 500.

### Queda para os gassânidas
Outro zocômida, Sabite ibne Almondir, serviu como jabi (coletor de impostos), foi incumbido de coletar impostos das tribos árabes na diocese em nome das autoridades bizantinas. Ele pode ter recebido esta autoridade do rei Daúde. Isso foi significativo, de acordo com Shahid, porque lança luz sobre as "funções dos filarcos árabes de Bizâncio: não apenas lutaram, mas também cobraram impostos para o império de seus companheiros árabes". Sabite foi morto pelo chefe gassânida surdo e caolho, Jide ibne Anre, quando Sabite tentou cobrar o imposto dos gassânidas. Este ato desencadeou a guerra salito-gassânida que terminou com uma vitória gassânida e sua subsequente supremacia sobre as tribos federadas árabes do Império Bizantino. Os gassânidas cruzaram a Fronteira da Arábia por volta de 490 e foram obrigados a prestar homenagem aos guardiões salitas. Os termos do tributo dos gassânidas eram, de acordo com ibne Habibe, um dinar, um dinar e meio e dois dinares, para cada membro da tribo, dependendo de seu estatuto.
Os assassinatos de Daúde, Ziade e Sabite, a diminuição da força salita após a campanha vandálica de 468 e os ataques dos poderosos quididas e gassânidas da Arábia no final do século V, causaram o enfraquecimento salita em 502, quando os gassânidas tornaram-se formalmente os federados árabes dominantes. Posteriormente, Shahid indica que os salitas continuaram a operar, mas foram rebaixados. Entre 502 e 529, provavelmente constituíram um dos muitos federados árabes e respondiam diretamente ao duque (governador) de sua província ou ao mestre dos soldados do Oriente (comandante do exército de campo do Oriente). Este período de tempo pode ter sido o florescimento de Harite ibne Mandala, o último filarco zocômida, de acordo com a tabela genealógica de Jamharat. De acordo com ibne Duraide, o poeta taita Amir ibne Juaine disse num poema que Harite ibne Mandala partiu numa expedição de invasão, provavelmente em nome dos bizantinos, contra uma tribo árabe, possivelmente os assaditas, e nunca mais voltou.

### Remanescentes no período islâmico
Nada se ouviu sobre os salitas até a conquista muçulmana do Levante na década de 630, quando lutaram ao lado de outras tribos federadas cristãs árabes contra os árabes muçulmanos. Em Dumate Aljandal, no norte da Arábia, os salitas, calbitas, tanuquitas e gassânidas foram derrotados pelo comandante muçulmano Iade ibne Ganme. Mais tarde, essa mesma aliança árabo-cristã, impulsionada pelos lacmidas e judamita, foi derrotada pelo general muçulmano Calide ibne Ualide em Ziza, na Transjordânia. Os salitas aparecem novamente com os tanuquitas em 638, desta vez no hadir (acampamento militar) de Quinacerim; naquela época, o general muçulmano Abu Ubaidá ibne Aljarrá pediu aos membros do hadir que se convertessem ao Islã, mas os cristãos ortodoxos salitas recusaram.
Os salitas provavelmente se dispersaram no Bilade Xame (Síria Islâmica) e Iraque e seus clãs podem ter se juntado a outras tribos. Apenas um salita, um certo Usama ibne Zaíde Alçali, alcançou proeminência durante a era islâmica. Serviu aos califas omíadas Ualide I e Solimão ibne Abedal Maleque como seu supervisor do caraje (imposto sobre a terra) no Egito e Iázide II e Hixame ibne Abedal Maleque como seu catibe "escriba". Caso contrário, o forte cristianismo dos salitas os isolou na era islâmica, ao contrário dos tanuquitas e gassânidas, cujos membros e clãs continuaram a florescer. De acordo com vários geógrafos da Era Abássida, membros do salitas foram encontrados vivendo perto de Cufa junto de seus aliados taitas e perto de Lataquia. Albacri, que preservou os relatos de ibne Xaba sobre os salitas, relatou que seus descendentes ainda habitavam Balca e Huarine na época em que ibne Xaba escreveu sua obra em 876.

### Era moderna
Na Jordânia de hoje (Balca), a presença salita é atestada em vários lugares: a vila de Alçali (al-Salīḥī) a cerca de 20 quilômetros a noroeste de Amã, a fonte Aine Alçali (ʿAyn al-Salīḥī) e o vale de Uádi Alçali (Wādī al-Salīḥī). Além disso, nas proximidades desses lugares mora a tribo alçaliate (al-Salīḥāt; Sleiḥat); Shahid afirma que os últimos são "quase com certeza, devido à raridade do nome, descendentes dos antigos salitas".